# Spřízněni volbou
Spřízněni volbou je československý dokumentární film režiséra Karla Vachka z roku 1968.

## Popis
Snímek Spřízněni volbou je po Moravské Hellas druhým a v 60. letech posledním počinem dokumentaristy Karla Vachka. Vachek společně s kameramanem natáčeli zjitřené politické události kolem prezidentské volby generála Ludvíka Svobody ve dnech 15.-30. března 1968. Volby byly vypsány po abdikaci prezidenta republiky Antonína Novotného 22. března, když podlehl tlaku reformních komunistů.
V centru dění sleduje tříčlenný štáb projevy v Generálním shromáždění i kuloárové diskuse. Ve snímku vystupují mimo jiné Alexandr Dubček, Ota Šik, Josef Smrkovský, Oldřich Černík, Jan Piller, Julius Dolanský, Marta Kubišová, Pavel Kohout, Jan Procházka nebo Iva Janžurová. Snímek zachycuje také aktivity studentů, kteří nahlas a veřejně deklarují zájem zvolit za prezidenta bývalého ministra školství Čestmíra Císaře.
Film byl natáčen na černobílou 16mm kameru Eclair, celkem bylo pořízeno 6,5 hodiny záznamu. Poté byl záznam překopírován na 35mm formát. Obraz byl natáčen kontaktně společně se zvukem, a to přes synchronizační kabel na magnetofon Nagra.

## Přijetí
Film vznikal v krátkém mezidobí, kdy byla zrušena veškerá cenzura a bylo možné natáčet takto otevřeně politický dokument a sondu ze zákulisí. Obdržen cenu FITES Trilobit v roce 1968, byl navržen do programu XV. Dnů krátkého filmu v Oberhausenu. Snímek byl však následně po srpnu 1968 zakázán, mohl být uváděn až v roce 1990.

## Zajímavosti
- Název filmu je odvozen od milostného románu Johanna Wolfganga Goethe Spříznění volbou a má odkazovat na změny v „politických manželstvích“
- Snímek je inspirován tvorbou amerických filmařů cinema direct, např. ve filmu Primárky (Primaries) Roberta Drewa[1]